# Hana Cavallarová

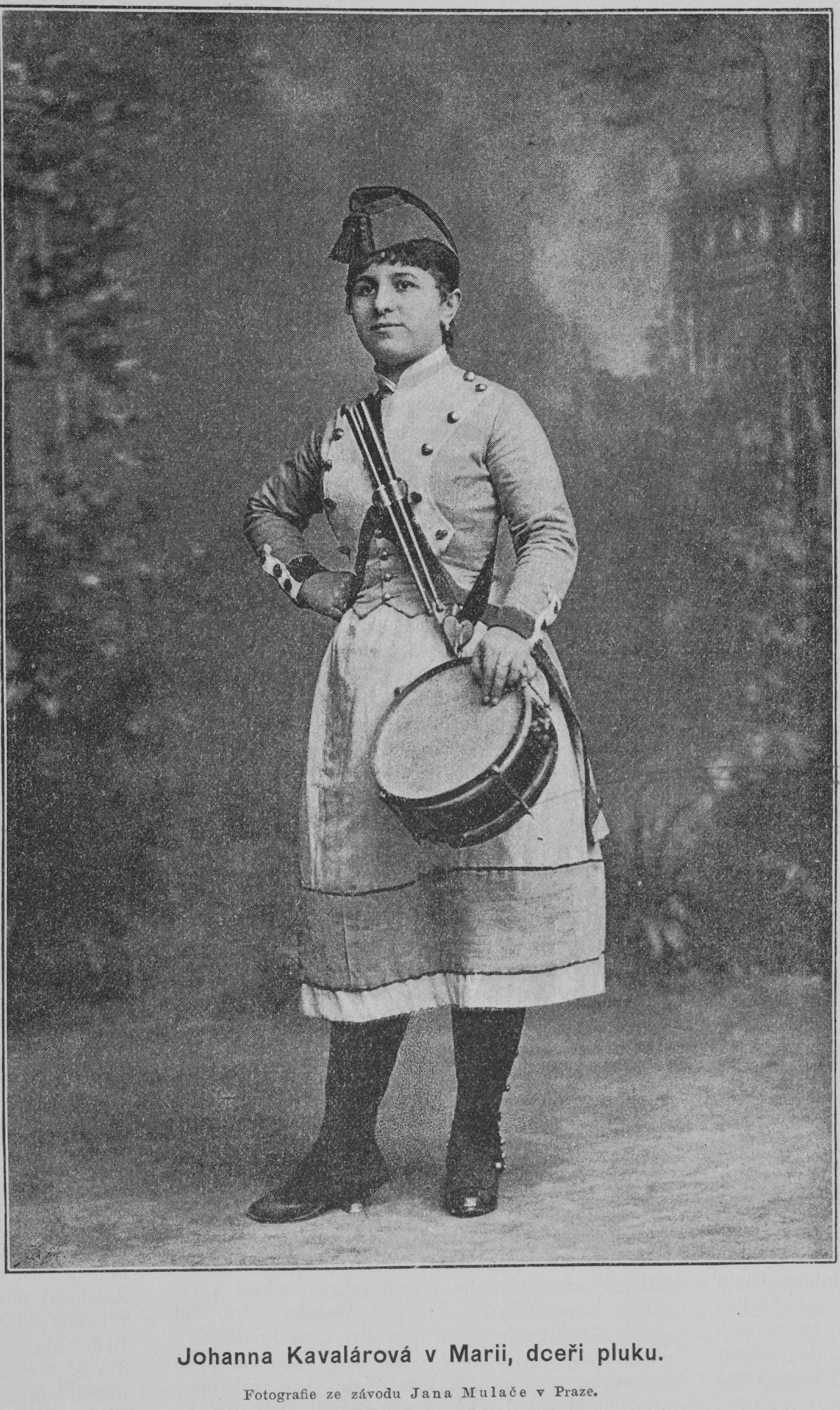
Jan Mulač: Cavallarová jako Marie v Dceři pluku (1888)

Hana Cavallarová, křtěná Johanna Rozálie, v některých zdrojích je uváděna celým jménem Johana Weissová-Cavallarová, případně s příjmením Kavalárová (18. května 1863 Praha – 6. dubna 1946 Řevnice), byla česká operní pěvkyně-sopranistka, členka souboru Národního divadla.

## Život
Narodila se v rodině pražského kloboučníka Ludvíka Cavallara, syna přistěhovalce ze severní Itálie. Od dětství měla hudební a herecké nadání a vystupovala v dětských rolích – poprvé r. 1871 ve hře Slepá babička od Františka Pravdy na slavnostech Komenského. Absolvovala vyšší dívčí školu, zpěv studovala od roku 1876 soukromě u Anny Laubové (vdova po houslistovi Ferdinandu Laubovi) a role se učila u Otilie Sklenářové-Malé. S oběma zmíněnými měla společné členství v Americkém klubu dam, založeným Karolínou Světlou a Vojtou Náprstkem.
Už od prvních operních vystoupení, např. jako družička v Čarostřelci (Carl Maria von Weber), na sebe upozornila jasným hlasem, prostým přednesem a osobním šarmem. Studiem a cvičením se v pozdějších letech zdokonalovala, takže se stala důležitou členkou operního souboru Národního divadla. Byla menší postavy, což jí pomáhalo hlavně v komických rolích. Kritika na ní oceňovala všestrannost – v komických operetách měla rozmarný, svěží a vtipný projev (jeden redaktor ji pochvalně nazval „divadelní rarášek“), naopak v operách měl její zpěv vysokou, akademickou dokonalost. Byla plná životního i divadelního temperamentu. Její kariéra dosáhla vrcholu v letech 1891–99. 2. prosince 1899 vystoupila v Národním divadle naposledy ve hře J. K. Tyla Jiříkovo vidění a z vlastní vůle odešla z veřejného života. Přestěhovala se do Řevnic, kde s manželem Juliem Weissem (provdala se za něj roku 1893) vystavěli dům č. 1 na náměstí Jiřího z Poděbrad. Bydlela tam do konce života. Pomáhala místním divadelním ochotníkům a občas i hrála v Lesním divadle.
V roce 1885 se její portrét dostal na Hynaisovu oponu Národního divadla. Druhá, mírně skloněná dívka zprava má podobu Cavallarové.

## Hlavní role
- Karolína (Bedřich Smetana: Dvě vdovy)
- Esmeralda (Bedřich Smetana: Prodaná nevěsta)
- Barče (Bedřich Smetana: Hubička)
- Lenka (Antonín Dvořák: Tvrdé palice)
- Terinka (Antonín Dvořák: Jakobín)
- Frasquitta (Karel Kovařovic: Noc Šimona a Judy)
- Vítek (Josef Richard Rozkošný: Krakonoš)
- Olga (Petr Iljič Čajkovskij: Evžen Oněgin)
- Siebel (Charles Gounod: Faust)
- Javotta (Léo Delibes: Král to řekl)
- Marie (Gaetano Donizetti: Dcera pluku)